# Philippe Vallois
Pour les articles homonymes, voir Vallois (homonymie).
 (mai 2020).
Si vous disposez d'ouvrages ou d'articles de référence ou si vous connaissez des sites web de qualité traitant du thème abordé ici, merci de compléter l'article en donnant les références utiles à sa vérifiabilité et en les liant à la section « Notes et références ».
Philippe Vallois, né le 27 août 1948 à Bordeaux, est un réalisateur français.

## Biographie
Philippe Vallois nait en 1948 à Bordeaux.
Il tente une seconde fois le concours de l’école Louis Lumière, qu'il obtient[Quand ?][réf. nécessaire].
Son premier film, Johan, a été sélectionné pour le Festival de Cannes 1976.

## Filmographie
- 1971 : Élisa répète
- 1975 : Les Phalènes
- 1976 : Johan (autres titres : Johan, journal intime homosexuel d'un été 75[2], Johan, mon été 75[3])
- 1977 : Lamento (autre titre : Baisers)
- 1979 : Nous étions un seul homme
- 1983 : Haltéroflic
- 1984 : Huguette Spengler, ma patrie, la nébuleuse du rêve
- 1988 : L'Énigme des sables
- 1990 : Nijinski, la marionnette de Dieu
- 1994 : Les Mercredis de la Chalouette
- 1996 : On dansait sous les bombes
- 1997 : On m'appelle la Valse
- 1999 : Le Caméscope
- 2000 : La Consultation - Entrer en résistance
- 2001 : Le Ventre de la Danse
- 2003 : Un parfum nommé Saïd
- 2005 : Les voiles de la paix
- 2006 : Un parfum nommé Saïd (Secrets de tournage)
- 2007 : Sexus Dei
- 2012 : Le Voyage de l'Hippocampe
- 2014 : Zeus le Chat
- 2016 : Les Cercles du vicieux
- 2018 : Le Bagage ultime
- 2019 : L'Adieu à Moustafa
- 2020 : Comment Serge nous a fait découvrir l'Arménie
- 2020 : Dissidence
- 2022 : Les guerres de Christine S.
- 2023 : L'Adieu à Moustafa ; l' éternelle rencontre
- 2024 : L'Adieu à Moustafa ; un Miracle brésilien